# 佛羅倫斯 (新澤西州普查規定居民點)
佛羅倫斯（英語：Florence）是位於美國新澤西州伯靈頓縣的普查規定居民點。

## 人口
根據2020年美國人口普查的數據，佛羅倫斯的面積為3.82平方千米，當中陸地面積為3.23平方千米，而水域面積為0.58平方千米。當地共有人口4704人，而人口密度為每平方千米1,231.41人。